# Psammisia guianensis
Psammisia guianensis är en ljungväxtart som beskrevs av Johann Friedrich Klotzsch. Psammisia guianensis ingår i släktet Psammisia och familjen ljungväxter. Inga underarter finns listade i Catalogue of Life.